# الأخضر في الإسلام
يعتبر اللّون الأخضر ذو دلالة رمزية خاصة في الإسلام، وقد تجلى ذلك في نواح عديدة كرايات وأعلام الدول والجيوش الإسلامية وفي فن العمارة الإسلامي وخاصة القِباب. ومن أهم أسباب هذه الرمزية هو ما جاء في القرآن الكريم والسنة النبوية الشريفة بخصوص اللون الأخضر.
يمثل اللون الأخضر حضورًا واضحًا في أعلام العديد من الدول والمنظمات دولية العربية والإسلامية مثل: علم منظمة التعاون الإسلامي وعلم الجامعة العربية وموريتانيا والسعودية.

## اللون الأخضر في القرآن
ورد اللون الأخضر في القران الكريم بأكثر من آية وله دلالات عدة منها التي تصف حال أهل الجنة أو ما يحيط بهم من النعيم في جو من البهجة والمتعة والاطمئنان النفسي يقول الله في سورة الإنسان:﴿عَالِيَهُمْ ثِيَابُ سُنْدُسٍ خُضْرٌ وَإِسْتَبْرَقٌ وَحُلُّوا أَسَاوِرَ مِنْ فِضَّةٍ وَسَقَاهُمْ رَبُّهُمْ شَرَابًا طَهُورًا ۝٢١﴾ [الإنسان:21] وفي سورة الرحمن: ﴿مُتَّكِئِينَ عَلَى فُرُشٍ بَطَائِنُهَا مِنْ إِسْتَبْرَقٍ وَجَنَى الْجَنَّتَيْنِ دَانٍ ۝٥٤﴾ [الرحمن:54]، وفي سورة الكهف: ﴿أُولَئِكَ لَهُمْ جَنَّاتُ عَدْنٍ تَجْرِي مِنْ تَحْتِهِمُ الْأَنْهَارُ يُحَلَّوْنَ فِيهَا مِنْ أَسَاوِرَ مِنْ ذَهَبٍ وَيَلْبَسُونَ ثِيَابًا خُضْرًا مِنْ سُنْدُسٍ وَإِسْتَبْرَقٍ مُتَّكِئِينَ فِيهَا عَلَى الْأَرَائِكِ نِعْمَ الثَّوَابُ وَحَسُنَتْ مُرْتَفَقًا ۝٣١﴾ [الكهف:31] وفي سورة الأنعام: ﴿وَهُوَ الَّذِي أَنْزَلَ مِنَ السَّمَاءِ مَاءً فَأَخْرَجْنَا بِهِ نَبَاتَ كُلِّ شَيْءٍ فَأَخْرَجْنَا مِنْهُ خَضِرًا نُخْرِجُ مِنْهُ حَبًّا مُتَرَاكِبًا وَمِنَ النَّخْلِ مِنْ طَلْعِهَا قِنْوَانٌ دَانِيَةٌ وَجَنَّاتٍ مِنْ أَعْنَابٍ وَالزَّيْتُونَ وَالرُّمَّانَ مُشْتَبِهًا وَغَيْرَ مُتَشَابِهٍ انْظُرُوا إِلَى ثَمَرِهِ إِذَا أَثْمَرَ وَيَنْعِهِ إِنَّ فِي ذَلِكُمْ لَآيَاتٍ لِقَوْمٍ يُؤْمِنُونَ ۝٩٩﴾ [الأنعام:99]

## الدين والفلسفة
ورد في القرآن الكريم ارتداء أهل الجنة لملابس حريرية خضراء في سورة الإنسان وفي العديد من السور الأخرى. وهناك حديث ضعيف ينسب للرسول محمد يتحدث عن الخضرة والماء والوجه الحسن.

## معرض صور

علم المملكة العربية السعودية
علم ليبيا ما بين عامي 1977-2011، وهو العلم الوحيد المكوّن من لون واحد، بين أعلام الدول حول العالم.
علم موريتانيا ما بين عامي 1959-2017.
علم جامعة الدول العربية